# Friedrich David Lichtenberg
Friedrich David Lichtenberg (* 1774; † 26. Juni 1847 in Danzig, Königreich Preußen) war ein deutscher Apotheker in Berlin und Danzig.

## Leben und Wirken
Friedrich David Lichtenberg stammte aus Anhalt (wahrscheinlich Ballenstedt). Er ging nach Berlin und lernte bei Martin Heinrich Klaproth in dessen Apotheke. Seit 1796/97 war er Mitglied der neuen Pharmazeutischen Gesellschaft in Berlin, deren Vorsteher er 1803 war. Lichtenberg hatte Kontakt zu den wichtigsten Pharmakologen in Berlin, die auch chemische Grundlagenforschung betrieben, wie Valentin Rose der Jüngere und Adolph Ferdinand Gehlen.
1806 wurde er Eigentümer der Ratsapotheke in Danzig, wahrscheinlich durch Vermittlung Klaproths, der dort Lehrling gewesen war. 1811 war Wilhelm Rose aus Berlin ein Lehrling bei ihm. 
Lichtenberg wurde Medizinalassessor und Stadtrat in Danzig. 1828 verlegte er die Ratsapotheke an den Langenmarkt, 1837 gab er sie an seinen Nachfolger ab.

## Publikationen (Auswahl)
Friedrich David Lichtenberg veröffentlichte einige Artikel zu pharmakologischen und chemischen Themen.
- Versuche mit dem schwarzen peruanischen Balsam. In: Neues allgemeines Journal der Chemie. Sechster Band. Heft 4. 1806 S. 484ff.
- Chemische Untersuchung des Ostsee-Wassers. In: Christoph Wilhelm Hufeland (Hrsg.): Journal der practischen Arzneykunde und Wundarzneykunst. XXXIV. Band. Heft 6. 1812. S. 89–95, mit einem Nachtrag von Dr. Johann Gottfried Kleefeld aus Danzig